# Bruno Bobone
Bruno Carlos [Ferreira] Pinto Basto Bobone (Lisboa, 23 de Setembro de 1960) é um empresário português, presidente da Câmara de Comércio e Indústria Portuguesa (CCIP) e do Conselho de Administração do Grupo Pinto Basto.

## Biografia
Bruno Bobone nasceu em Portugal durante as férias dos seus pais, colonos na África Oriental Portuguesa, João Bruno Ferreira Pinto Basto Bobone (6 de Outubro de 1928), filho segundo do 4.° Conde de Bobone, e sua mulher e prima Luísa Maria Roque de Pinho [Ferreira] Pinto Basto (Lisboa, 30 de Janeiro de 1936), trineta do 1.° Visconde de Atouguia e neta materna do 2.° Conde de Alto Mearim, mas passou a maior parte da sua infância e a primeira parte da adolescência em Moçambique, com curtos períodos no seu país de nascimento. Viveu nesse país africano até ao 25 de Abril de 1974, data a partir da  qual a sua família se instalou definitivamente em Portugal. É primo-sobrinho de Álvaro Roque de Pinho Bissaia Barreto.
Em 1984 Bobone formou-ss como licenciado em Gestão pela Universidade Livre de Lisboa.

## Trajetória empresarial
Um dos seus primeiros empregos, ainda como estudante, foi na Vista Alegre, fundada pelo seu pentavô José Ferreira Pinto Basto, e depois de concluir os estudos em Gestão, entrou para a Pinto Basto, onde permance até hoje.
A carreira profissional de Bruno Bobone no setor empresarial inclui, entre outros cargos, os de administrador da Aleluia - Cerâmica, Comércio e Indústria, administrador da VA Grupo – Vista Alegre Participações, SA e administrador da Caima Cerâmica e Serviços. Na atualidade, é presidente do Conselho de Administração do Grupo Pinto Basto, vice-presidente da ASK Advisory Services Kapital SA e diretor da Sociedade Agrícola da Quinta de Fôja.

## Participação em organizações da sociedade civil
Bruno Bobone também tem integrado organizações da sociedade civil, ocupando aí cargos de responsabilidade. Foi presidente europeu, vice-presidente mundial e, actualmente, é membro do International Board da International Christian Union of Business Executives – UNIAPAC.
Foi vice-presidente da Associação Cristã de Empresários e Gestores e é presidente da Assembleia Geral da Fórum Oceano

## Câmara de Comércio e Industria Portuguesa
No ano de 2005, Bruno Bobone assumiu a presidência da Câmara de Comércio e Industria Portuguesa, associação empresarial privada ao serviço das empresas portuguesas desde 1834, que promove, em particular, o desenvolvimento dos seus associados a nível nacional e internacional.
Nestas funções, e entre outros objectivos, Bruno Bobone conseguiu reanimar a rede das Câmaras de Comércio portuguesas no estrangeiro e, mais recentemente, o seu desejado reconhecimento pelo Estado português.